# Radio Erzgebirge
Radio Erzgebirge (voller Name: Radio Erzgebirge – Die beste Musik!) ist ein privater Hörfunksender aus Annaberg-Buchholz. Sendestart war der 21. Oktober 2005. Bis zum 22. Juli 2007 nannte sich der Sender Erzgebirge 107 Punkt 2.
Das Mantelprogramm von Radio Erzgebirge stammt von der Broadcast Sachsen GmbH & Co. KG, die unter anderem Antenne Sachsen sowie auch Hitradio RTL bestückt. Direkt in Annaberg-Buchholz werden lediglich die Lokalnachrichten für das Erzgebirge produziert. Das Repertoire des Senders mit dem Claim „Der Sound für unser Erzgebirge“ beinhaltet vor allem Musik von den 1980er Jahren bis heute.

## Allgemeine Informationen
Radio Erzgebirge ist Mitglied des Senderzusammenschlusses im Sachsen Funkpaket. Die speziell für die Großstädte und Ballungsräume Sachsens eingerichteten Sender strahlen jeweils ein 24-Stunden-Vollprogramm aus, so auch Radio Erzgebirge. Der Sender spricht eine Hörerzielgruppe im Alter von 30 bis 49 Jahren an. Er spielt hauptsächlich das Adult-Contemporary-Musikformat. Daneben gibt es stündliche Nachrichten, welche immer 10 Minuten vor der vollen Stunde gesendet werden und aus diesem Grund mit dem Claim „Immer 10 Minuten früher informiert“ beworben werden. Zusätzlich werden Verkehrsmeldungen im Halbstundentakt sowie aktuelle Informationen und Veranstaltungshinweise für die Region gesendet.

## Geschichte
Am 21. Oktober 2005 ging Erzgebirge 107 Punkt 2 zum ersten Mal on air. Die erste Sendung moderierte Andrè Beuthner.
Am 23. Juli 2007 erhielt Erzgebirge 107 Punkt 2 einen neuen Namen. Die Frequenz im Namen entfällt. Seitdem ist der aktuelle Senderclaim Namensbestandteil des Senders. Grund dafür ist der Radiosender Radio Erzgebirge 107,7.
Seit Sendestart ist Tino Utassy Geschäftsführer von Radio Erzgebirge. Verkaufsleiter ist Ronny Mißler.

## Funkhaus
Produziert wird das Programm von Radio Erzgebirge seit Oktober 2005 im Funkhaus an der Adam-Ries-Straße in Annaberg-Buchholz.
Im Juli 2013 erhielt Radio Erzgebirge ein neues Sendestudio. Dieses entstand bereits 2008 und war bis Juli 2012 das Sendestudio von Radio Leipzig. 

## Programmdirektoren
- Uwe Schneider (10/2005 – 12/2009)
- Matthias Montag (05/2010 – 04/2013)
- Karin Müller (01/2014 – 03/2014)
- Andrea Krüger (05/2010 – 08/2024)
- Hagen Ullrich (seit 09/2024)

## Programm
| Sendezeit           | Sendungsname                  | Moderatoren                           |
| ------------------- | ----------------------------- | ------------------------------------- |
| 0450 Uhr – 0950 Uhr | André und die Morgenmädels    | mit André Hardt und Kristin Hardt     |
| 0950 Uhr – 1350 Uhr | Das Erzgebirge bei der Arbeit | mit Marcel Wentzke                    |
| 1350 Uhr – 1850 Uhr | Hallo Erzgebirge              | mit Roman Knoblauch                   |
| 1850 Uhr – 2050 Uhr | Das Erzgebirge am Abend       | mit Daniel Pavel oder Stephan Bodinus |

| Sendezeit           | Sendungsname                  | Moderatoren                       |
| ------------------- | ----------------------------- | --------------------------------- |
| 0450 Uhr – 0950 Uhr | André und die Morgenmädels    | mit André Hardt und Kristin Hardt |
| 0950 Uhr – 1350 Uhr | Das Erzgebirge bei der Arbeit | mit Marcel Wentzke                |
| 1350 Uhr – 1850 Uhr | Hallo Erzgebirge              | mit Roman Knoblauch               |
| 1850 Uhr – 2350 Uhr | Freitag-Nacht                 | mit Stephan Bodinus               |

| Sendezeit           | Sendungsname               | Moderatoren                       |
| ------------------- | -------------------------- | --------------------------------- |
| 0650 Uhr – 1150 Uhr | André und die Morgenmädels | mit André Hardt und Kristin Hardt |
| 1150 Uhr – 1750 Uhr | Endlich Wochenende         | mit Andrea Krüger                 |
| 1750 Uhr – 1950 Uhr | Erzgebirge Charts          | mit Mark Mathew                   |
| 1950 Uhr – 0250 Uhr | Samstag-Nacht in the Mix   | Programm ohne Moderation          |

| Sendezeit           | Sendungsname            | Moderatoren          |
| ------------------- | ----------------------- | -------------------- |
| 0650 Uhr – 0850 Uhr | Endlich Wochenende      | mit Matthias Zilch   |
| 0850 Uhr – 1250 Uhr | Reiseexpress            | mit Matthias Zilch   |
| 1250 Uhr – 1750 Uhr | Endlich Wochenende      | mit Robert Drechsler |
| 1750 Uhr – 2050 Uhr | Das Erzgebirge am Abend | mit Robert Drechsler |

## Mitarbeiter
Moderatoren
| - André Hardt - Kristin Hardt - Mirjam Köfer | - Marcel Wentzke - Roman Knoblauch - Stephan Bodinus | - Falko Maiwald - Mark Mathew - Robert Drechsler | - Andrea Krüger - Daniel Pavel - Matthias Zilch |

| Redaktionsleitung - Gunnar Tichy | Nachrichtenredaktion - Sindy Einhorn - Sandra Petzold | Sportredaktion - Jens Umbreit | Verkehrsredaktion - Mirjam Köfer - Matthias Zilch - Robert Drechsler |

Stationvoice
- Christian Blecken (seit 02/2015)
- Christin Pols (seit 08/1999)
- Karsten Klaue † (05/2010 – 01/2015)
- Bodo Venten (08/1999 – 04/2010)

## Empfang
Das Programm von Radio Erzgebirge wird über UKW auf folgenden 8 Frequenzen ausgestrahlt.
| Region            | Frequenz  |
| ----------------- | --------- |
| Annaberg-Buchholz | 106,6 MHz |
| Aue               | 90,8 MHz  |
| Bärenstein        | 107,2 MHz |
| Flöha             | 103,3 MHz |
| Marienberg        | 103,5 MHz |
| Olbernhau         | 88,1 MHz  |
| Stollberg/Erzgeb. | 99,2 MHz  |
| Zschopau          | 105,0 MHz |

Außerdem ist das Programm über DAB+ in Freiberg im Kanal 10D sowie im Raum Südwestsachsen im Kanal 8A zu empfangen.
Als Livestream wird Radio Erzgebirge weltweit im Internet übertragen.
Des Weiteren werden weitere Streams angeboten:
- Radio Erzgebirge
- Radio Erzgebirge 2
- 80er Kulthits
- 90er XXL
- Top Hits
- Freitag Nacht
- Sommerradio
- Weihnachtsradio